# Buick Verano
Buick Verano — компактный автомобиль марки Buick, подразделения General Motors, выпускаемый с 2011 года. 

## Первое поколение
Verano первого поколения был показан в 2011 году на Детройтском автосалоне. Автомобиль представляет собой копию Buick Excelle GT для китайского рынка, который был показан в 2010 году. В Америке с 2011 года продается седан Verano на основе модели Opel Astra J, производство которой остановлено.

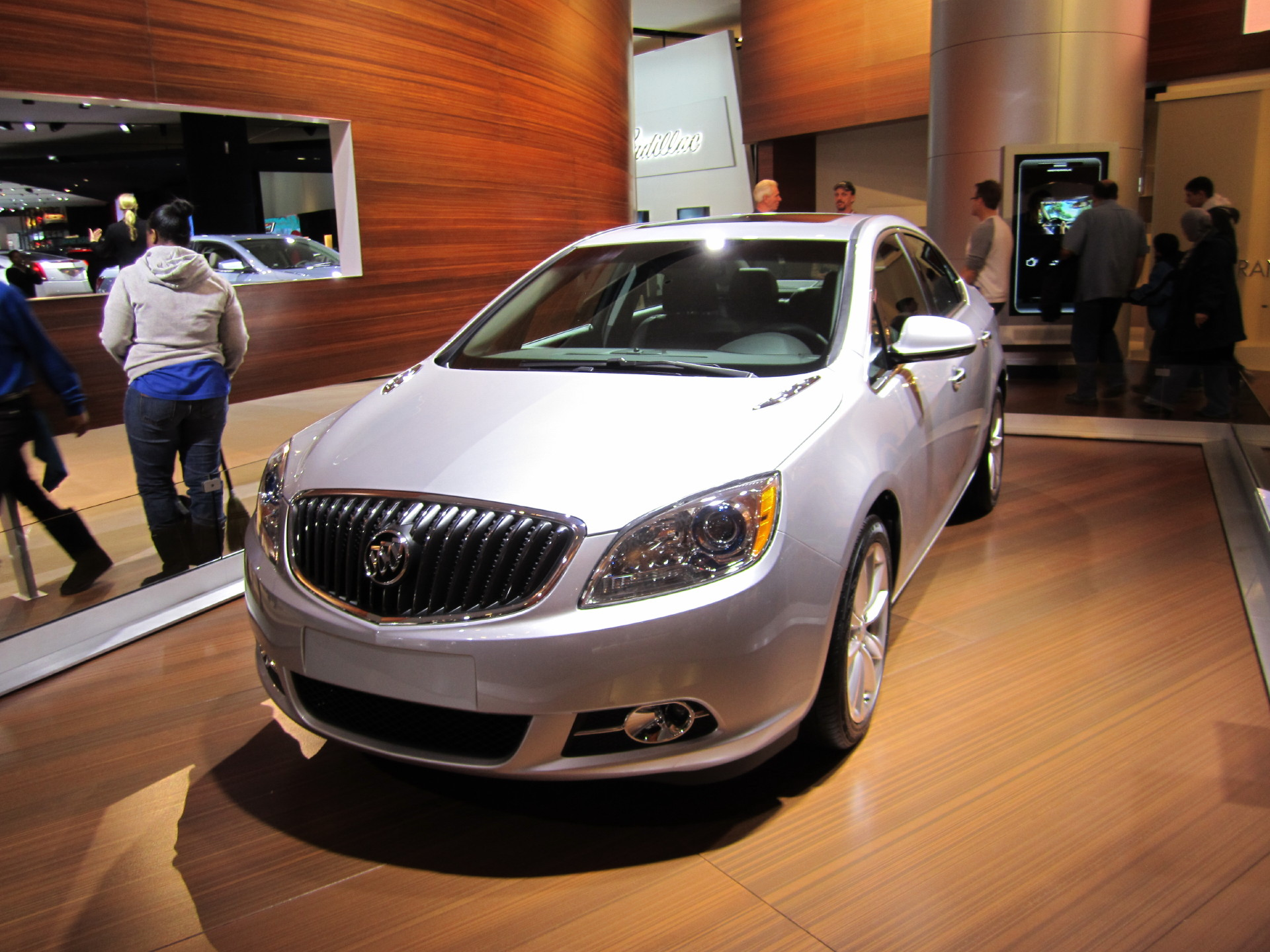
Buick Verano на автосалоне в Детройте в 2011 году

Изначально на автомобиль устанавливался 2,4 литровый четырёхцилиндровый двигатель мощностью 180 л. с. В 2012 году стал доступен 2,0 литровый турбированный двигатель мощностью 250 л. с. Все двигатели работают в паре с 6-ступенчатой автоматической коробкой передач.
Выпуск первого поколения был завершён в 2016 году.

## Второе поколение
Седан второго поколения был показан в 2015 году на автосалоне в Шанхае.
В ноябре 2015 года на автосалоне в Гуанчжоу был показан хетчбэк, который является перелицованной версией Opel Astra K.
Производство машин организовано в Китае. В 2017 году был проведён рестайлинг модели.
У «Верано» есть версии с кузовами седан и хетчбэк, причём они немного отличаются между собой по дизайну и декоративной отделке салона. А общая конструкция модели аналогична европейскому хетчбэку Opel Astra.
На автомобиль устанавливают 1,5-литровый бензиновый мотор с непосредственным впрыском, развивающий 118 л. с., или турбированную версию того же двигателя мощностью 169 л. с. Базовая версия модели комплектуется «механикой», а большая часть комплектаций имеет перспективную роботизированную коробку передач — шестиступенчатую в паре с «атмосферником» или семиступенчатую в сочетании с турбомотором.

Цена модели Buick Verano на китайском рынке — от 136 тысяч юаней (примерно 20,5 тысяч долларов).

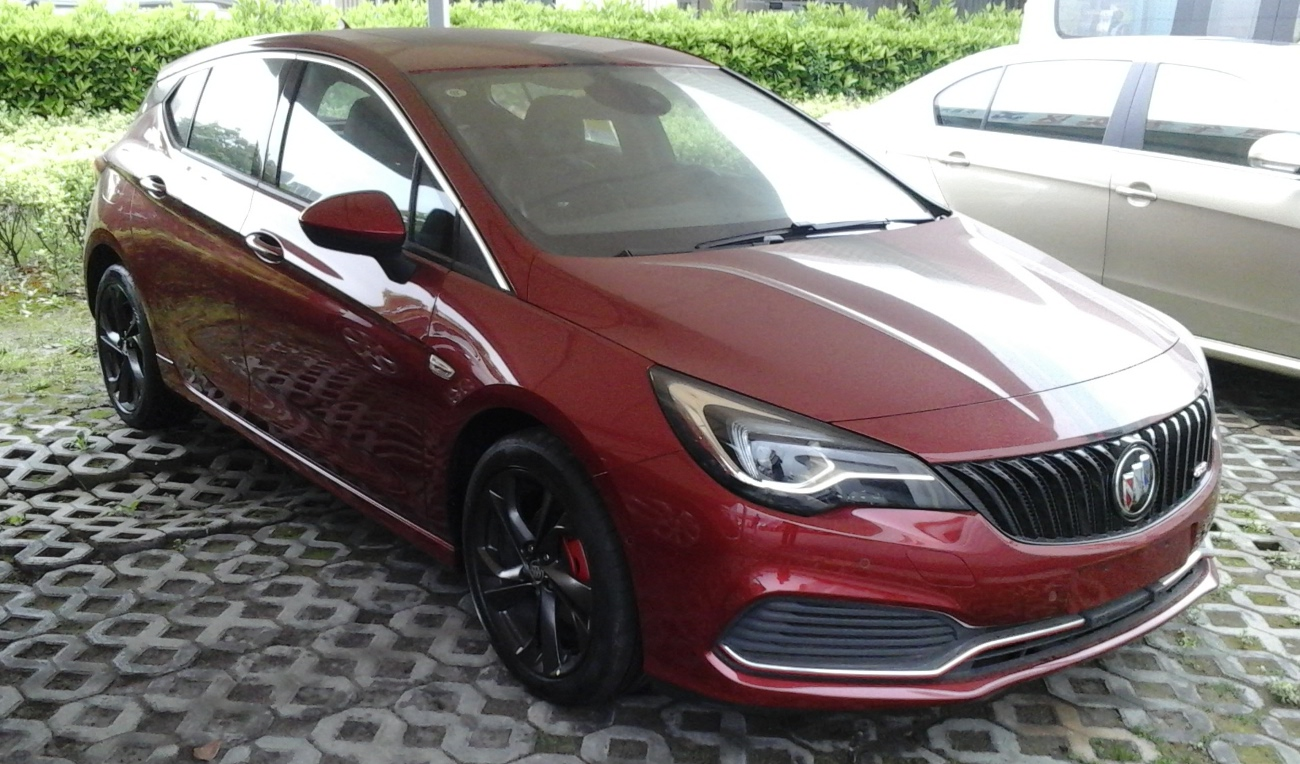
Buick Verano GS